# Geniostoma mooreanum
Geniostoma mooreanum är en tvåhjärtbladig växtart som beskrevs av B.J. Conn.. Geniostoma mooreanum ingår i släktet Geniostoma och familjen Loganiaceae. Inga underarter finns listade i Catalogue of Life.